# Skancke
Skanke är ett norskt efternamn, som kan skrivas på flera olika sätt. Namn som Skunck och Skuncke har samma ursprung.
Den officiella statistiken ger följande antal personer bosatta i Norge respektive Sverige den 31 december 2013 med stavningsvarianterna
- Schanche: Norge 230, Sverige 7
- Schancke: Norge 39, Sverige 0
- Schanke: Norge 226, Sverige 2
- Skanche: Norge 21, Sverige 0
- Skancke: Norge 171 Sverige 8
- Skanke: Norge 94, Sverige 4
- Skuncke: Norge 8, Sverige 15

Totalt blir detta i Norge 789 personer och i Sverige 36 personer.

## Skancke-släkten från Hackås i Jämtland
Skancke (Skanke, Skunke, Skunck, Skuncke, Skunk) är en gammal uradlig  frälseätt från Hov i Hackås socken i Jämtland.
Eftersom Jämtland mellan 1178 och 1645 var en del av Norge, har grenar av ätten flyttat till trakten runt Røros och andra delar av nuvarande Norge, och är fortlevande i olika delar av Norge och Sverige med huvudgrenen[källa behövs] boende kvar i Jämtland. 

## Namnet
Namnet Skanke kommer ifrån ordet 'skank' som betyder ben, och syftar på det bepansrade och sporrförsedda ben som finns i ättens vapensköld, liksom i fallet med tyska adelsätten von Schinckel och svenska adelsätten von Schinkel. Den äldsta tyska ätten von Schinckel är känd från 1570-talet i Pommern och Mecklenburg och förde i vapnet ett till höger vänt harneskklätt ben, vars nedre del var beklätt med en svart kragstövel, försedd med en sporre av silver i rött fält.

## Historia
Dess äldsta rötter är omtvistade, likaså den i flera grenar ingifta ätten Blix ursprung. Med hänvisning till samtida skriftliga källor har man dock räknat (Gamle) Karl Pedersson (ca 1360-1423), herre på Hov i Hackås socken, som den allmänt erkände anfadern. Bland de mer kända kan dennes son Örjan Karlsson [Skanke] (ca 1400-1474) nämnas, riddare och hövitsman i Jämtland-Härjedalen 1450-1456.
Det har gjorts försök av främst genealogen Young  att härleda ätten Skanke från bland andra de sista kungarna på Isle of Man och Karl den store. Teorin bygger på patronymika, markinnehav och heraldiska likheter mellan Mans vapen med en triskele och Skankes vapensköld med ett ben.
En gren av släkten adlades i Sverige 1660 med namnet Skunck och introducerades på svenska Riddarhuset med nr 660 och släkten Skankes vapen. Den anses ha utslocknat någon gång efter år 1716.
Det fanns/finns, främst i Norge, andra släkter Skancke (med snarlika stavningar och vapen) som inte har visats vara släkt med varandra.

## DNA-verifierade kluster
DNA-undersökningar på nu levande personer visar att Skanckeätten består av flera separata kluster eller grenar inom vilka släktskap mellan manslinjer har kunnat verifieras. Biologiskt agnatiskt släktskap har dock inte kunnat visas mellan dessa kluster i historisk tid. Hittills (den 2021-05-10) har följande kluster bevisats med full YDNA-test via minst två manslinjer:
- I Skanckeättens Hackåslinje, äldre Hovgrenen, har Peder Jensson, (född cirka 1577 i Hov, Hackås socken, traditionellt ansedd som sonson sonson sonson till ovan nämnde Karl Pedersson[5]) verifierats. Ett flertal manslinjer som utgår från flera olika söner till honom delar samma YDNA-haplogrupp, R1b1a1a2a1a1b1a. Mer specifikt tillhör de undergruppen R-BY25576. Undergruppen uppstod för högst 1 300 år sedan.[18][19]
- I Röroslinjen har flera söner till Peder Fastesson (född omkring 1660 i Röros, traditionellt ansedd som sonson till Peder Jensson[5]), istället haplogrupp R1b1a1a2a1a1c2b, undergrupp R-Y85376. Undergruppen uppstod för högst 3 100 år sedan,[20] och förgrenade sig från ovanstående haplogrupp för minst 4 700 år sedan.[21] Peder Fastessons barn tog sig namnet Skancke, sannolikt efter sin mor.[22]
- Sannegrenen, Finvegårdslinjen (manslinjer från flera söner till sockenprästen Carsten Skancke, född 1744 i Trondheim, som enligt skriftliga källor ska ha rötter i Sanne, Hackås socken och anses vara Karl Pederssons brors sonson sonson sonson sonson[5]) tillhör R1a1a1b1a3b, undergrupp R-YP5236. Den uppstod för mellan 1 350 och 1 550 år sedan,[23] och förgrenade sig från ovanstående R1b-linjer för omkring 22 800 år sedan.[24]
- Spekulationer har gjorts om en Östnårgren, som utgår från Olof Persson, känd 1634 i Östnär, Hackås socken. Denna troddes vara son till Peder Jensson.[5] Flera söner till Olofs föregivne sonsonson Pehr Eriksson, född 1713, död 1787-06-28, tillhör emellertid istället haplogrupp R1a1a1b1a3a1a3a, undergrupp R-Y190055. Den förgrenade sig från ovan nämnda R1a-linje för 4 700 år sedan.[25]
- Mjälleätten (flera söner till Olof Olofsson, född omkring 1590 i Mjälle) tillhör haplogrupp I1a2a1a1d1a1a10a1. Gruppen uppstod för cirka 1 500 år sedan,[26][27] och förgrenade sig från ovanstående R-linjer för omkring 47 200 år sedan.[28]
- Flera söner till Lorentz Kristian, född 1699 i Trondheim (som enligt traditionen tillhörde Opeätten från Brunflo), tillhör haplogrupp I1a1a1, undergrupp I-Y82678. Gruppen uppstod för senast 4 000 år sedan[29][26] och förgrenade sig från ovan nämnda I1a2-linje för 4 600 år sedan.[30]

## Personer med efternamnet Skancke eller med varianter av detta namn
- Guri Schanke (född 1961), norsk sångerska och skådespelare
- Marie-Christine Skuncke (född 1951), svensk litteraturvetare, professor
- Martin Schanche (född 1945), norsk rallycrossförare
- Ragnar Skancke (1890–1948), norsk civilingenjör, professor och NS-politiker
- Samuel Skunck (1632–1685), svensk lingvist, teolog och universitetsrektor